# 大船渡ラジオ中継局
大船渡ラジオ中継局（おおふなとラジオちゅうけいきょく）は、岩手県大船渡市にあるNHK盛岡放送局とIBC岩手放送のAMラジオ中継局の総称。なお、正式な中継局名は、NHKが「大船渡ラジオ中継放送所」、IBCが「大船渡ラジオ放送所」であるが、本項では便宜上「大船渡ラジオ中継局」として記す。

## 概要
- 放送エリアは、大船渡市の全域と陸前高田市・一関市・気仙郡・上閉伊郡の各一部地域。

## 中継局送信設備概要
| 放送局名             | コールサイン | 周波数  | 空中線電力 | 放送対象地域 | 放送区域内世帯数 | 中継局置局住所                | 開局日         |
| -------------------- | ------------ | ------- | ---------- | ------------ | ---------------- | ----------------------------- | -------------- |
| NHK盛岡ラジオ第1放送 | JOQY         | 576kHz  | 500W       | 岩手県       | 約4万2千世帯     | 大船渡市猪川町字中井沢20番1号 | 1956年4月1日   |
| NHK盛岡ラジオ第2放送 | -            | 1359kHz | 100W       | 全国         | -                | 大船渡市猪川町字中井沢20番1号 | 1957年12月25日 |
| IBC岩手放送          | JOLO         | 684kHz  | 1kW        | 岩手県       | 約5万8千世帯     | 大船渡市赤崎町字清水92番4号   | 1974年9月      |

- 赤字の呼出符号は、すべて廃止された。
- IBCラジオは、宮城県の一部でも聴取可能。

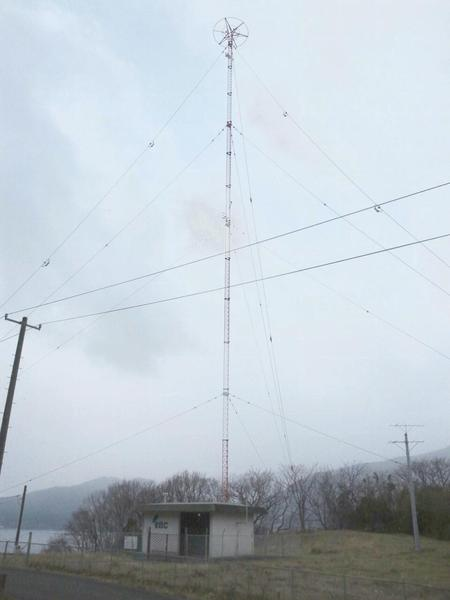
IBCラジオ大船渡中継局送信塔全景
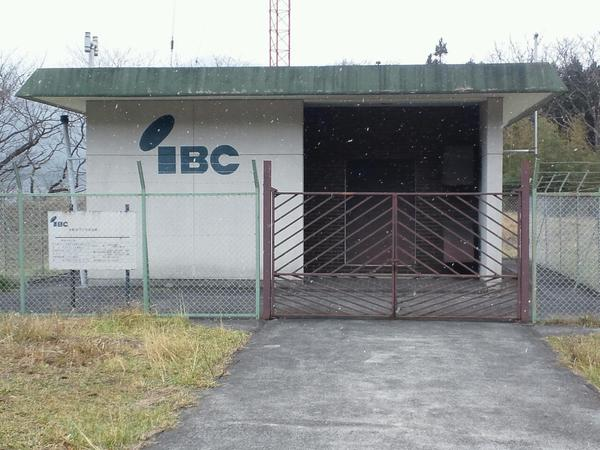
IBCラジオ大船渡中継局局舎
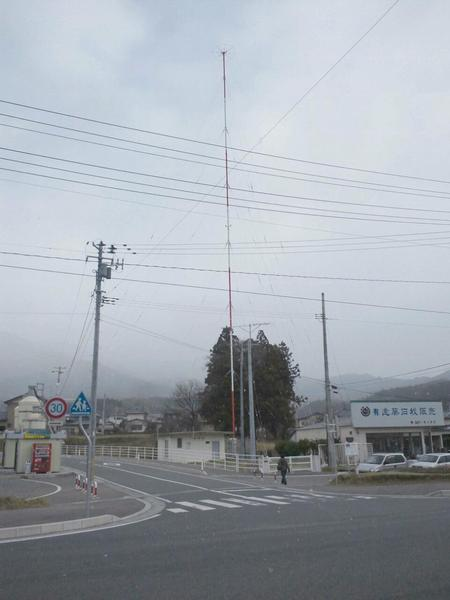
NHKラジオ大船渡中継局送信塔全景
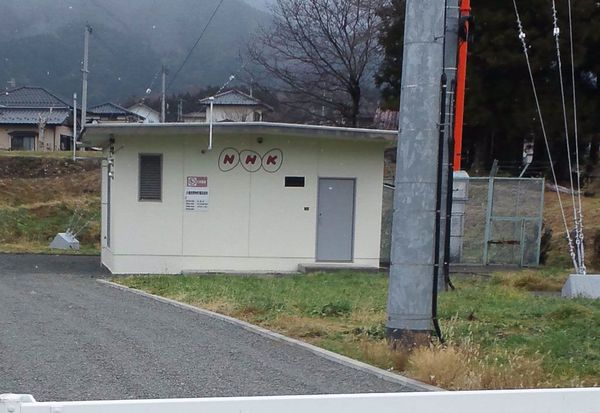
NHKラジオ大船渡中継局局舎

## 備考
- NHKラジオ第1放送は、1999年2月14日まで1026kHz・100Wで送信していたが、夜間の混信等により聴取困難な地域があることから、2月15日より現在の周波数・出力で送信している。
- IBCは1997年9月までは1485kHz・100Wで送信していたが、夜間を中心に聴取困難な地域があったことから翌（1997年）10月1日より周波数を矢巾親局と同じ684kHzへ変更、同時に出力をNHKの倍の1kWへ増力した。なお本社からの番組伝送は釜石テレビ・FM中継局からのマイクロ波を受信する形で行われている。